# الشابه
الشابه (به عربی: الشابة) یک منطقهٔ مسکونی در تونس است که در استان مهدیه واقع شده‌است. الشابه ۲۲٬۲۳۲ نفر جمعیت دارد.